# Mago Barka
Mago, sin Hamilkarja Barke, znan tudi kot Magon (243 pr. n. št. – 203 pr. n. št.), je bil kartažanski vojskovodja in član znane družine Barkidov, ki je igrala pomembno vlogo v drugi punski vojni, bojevala se je v Italiji, Hispaniji in Cisalpski Galiji. Bil je sin Hamilkarja Barke ter brat veliko bolj znanega Hanibala in Hasdrubala Barke ter svak Hasdrubala Lepega.
O njegovem zgodnjem življenju ni znanega skoraj nič. Na začetku vojne je leto 218 pr. n. št. Hanibal ga je imenoval za poveljnika pehote na njegovem pohodu v Italijo. Tam se je odlikoval v bitki pri Trebiji in pri Kanah, kjer je z vztrajno obrambo središča omogočil svojemu bratu, da je dosegel eno najbleščečejših zmag v zgodovini vojskovanja. Po tej zmagi je odšel v Kartagino, da bi tamkajšnji senat prosil za okrepitve in mu pokazal več sto zlatih prstanov, ki so jih nosili rimski dostojanstveniki, ubiti v Kanah. Senat je odobril zbiranje nove vojske, vendar je bila ta, tako kot Mago, namesto tega poslana v Hispanijo, kjer so Rimljani leta 215 pr. n. št. premagali Kartažane pod [[Hasdrubalom. Težak poraz pri Dertosi sta jima zadala brata Publij Kornelij Scipion in Gnej Kornelij Scipion Calvo. Mago je pomagal stabilizirati razmere in leta 211 pr. n. št. premagal in ubil oba rimska konzula. Vendar je mladi Publij Kornelij Scipion Afričan znova spremenil razmerje moči. Po kartažanskem porazu v bitki pri Ilipi se je Mago umaknil v Cádiz, od tam pa na Balear. Poleti 205 pr. n. št. se je s 15.000 možmi izkrcal v Liguriji, vendar ni resno ogrozil rimskih položajev. Ko je Scipion napadel Severno Afriko, so ga povabili, naj se vrne in med potjo je umrl na morju, kot je omenil Tit Livij.
Po besedah Kornelija Nepota pa je Mago vojno preživel in več let ostal pri svojem bratu Hanibalu, dokler ga Kartažani niso okoli leta 193 pr. n. št. aretirali. Uspelo mu je pobegniti, a je bodisi umrl v brodolomu bodisi so ga ubili njegovi sužnji. Večina zgodovinarjev pa Nepotu pripisuje malo vrednosti in daje prednost Livijevi različici.
Po izročilu je bilo mesto Mahon na Balearskem otoku Menorka poimenovano po Magonu.
Glej tudi:
- Druga punska vojna